# Biard
Biard – miejscowość i gmina we Francji, w regionie Nowa Akwitania, w departamencie Vienne.
Według danych na rok 1990 gminę zamieszkiwały 1264 osoby, a gęstość zaludnienia wynosiła 169 osób/km² (wśród 1467 gmin regionu Poitou-Charentes Biard plasuje się na 228. miejscu pod względem liczby ludności, natomiast pod względem powierzchni na miejscu 967.).